# Settimo Milanese
Settimo Milanese er en by med 19.944(2023) indbyggere i provinsen Milano i regionen Lombardiet i norditalien.